# Blackpool Football Club 2022-2023
Questa voce raccoglie le informazioni riguardanti il Blackpool Football Club nelle competizioni ufficiali della stagione 2022-2023.

## Maglie e sponsor
| Casa | Trasferta | Terza divisa |

Sponsor ufficiale: Utilita
Fornitore tecnico: Puma

## Rosa

### Rosa 2022-2023
Dati aggiornati al 22 gennaio 2023
| N. |                             | Ruolo | Calciatore              |
| -- | --------------------------- | ----- | ----------------------- |
| 1  | Galles (bandiera)           | P     | Chris Maxwell           |
| 2  | Inghilterra (bandiera)      | C     | Callum Connolly         |
| 3  | Inghilterra (bandiera)      | D     | James Husband           |
| 4  | Inghilterra (bandiera)      | D     | Jordan Lawrence-Gabriel |
| 6  | Giamaica (bandiera)         | C     | Kevin Stewart           |
| 8  | Scozia (bandiera)           | C     | Lewis Fiorini           |
| 9  | Inghilterra (bandiera)      | A     | Jerry Yates             |
| 10 | Inghilterra (bandiera)      | A     | Keshi Anderson          |
| 11 | Inghilterra (bandiera)      | C     | Josh Bowler             |
| 12 | Australia (bandiera)        | C     | Kenny Dougall           |
| 13 | Inghilterra (bandiera)      | P     | Stuart Moore            |
| 14 | Inghilterra (bandiera)      | A     | Gary Madine             |
| 15 | Inghilterra (bandiera)      | D     | Rhys Williams           |
| 16 | Inghilterra (bandiera)      | C     | Sonny Carey             |
| 18 | Inghilterra (bandiera)      | A     | Jake Beesley            |
| 19 | Irlanda del Nord (bandiera) | A     | Shayne Lavery           |

| N. |                         | Ruolo | Calciatore       |
| -- | ----------------------- | ----- | ---------------- |
| 21 | Inghilterra (bandiera)  | D     | Marvin Ekpiteta  |
| 22 | Inghilterra (bandiera)  | A     | CJ Hamilton      |
| 23 | Inghilterra (bandiera)  | D     | Dominic Thompson |
| 24 | Inghilterra (bandiera)  | C     | Callum Wright    |
| 24 | Irlanda (bandiera)      | D     | Andy Lyons       |
| 25 | Canada (bandiera)       | A     | Theo Corbeanu    |
| 25 | Inghilterra (bandiera)  | A     | Morgan Rogers    |
| 26 | Inghilterra (bandiera)  | A     | Ian Poveda       |
| 27 | Inghilterra (bandiera)  | C     | Grant Ward       |
| 28 | Inghilterra (bandiera)  | C     | Charlie Patino   |
| 29 | Inghilterra (bandiera)  | D     | Luke Garbutt     |
| 30 | RD del Congo (bandiera) | C     | Bez Lubala       |
| 32 | Inghilterra (bandiera)  | P     | Daniel Grimshaw  |
| 34 | Inghilterra (bandiera)  | D     | Jordan Thorniley |
| 35 | Inghilterra (bandiera)  | C     | Liam Bridcutt    |
| 46 | Germania (bandiera)     | C     | Tom Trybull      |